# Jacques Pierre Brissot

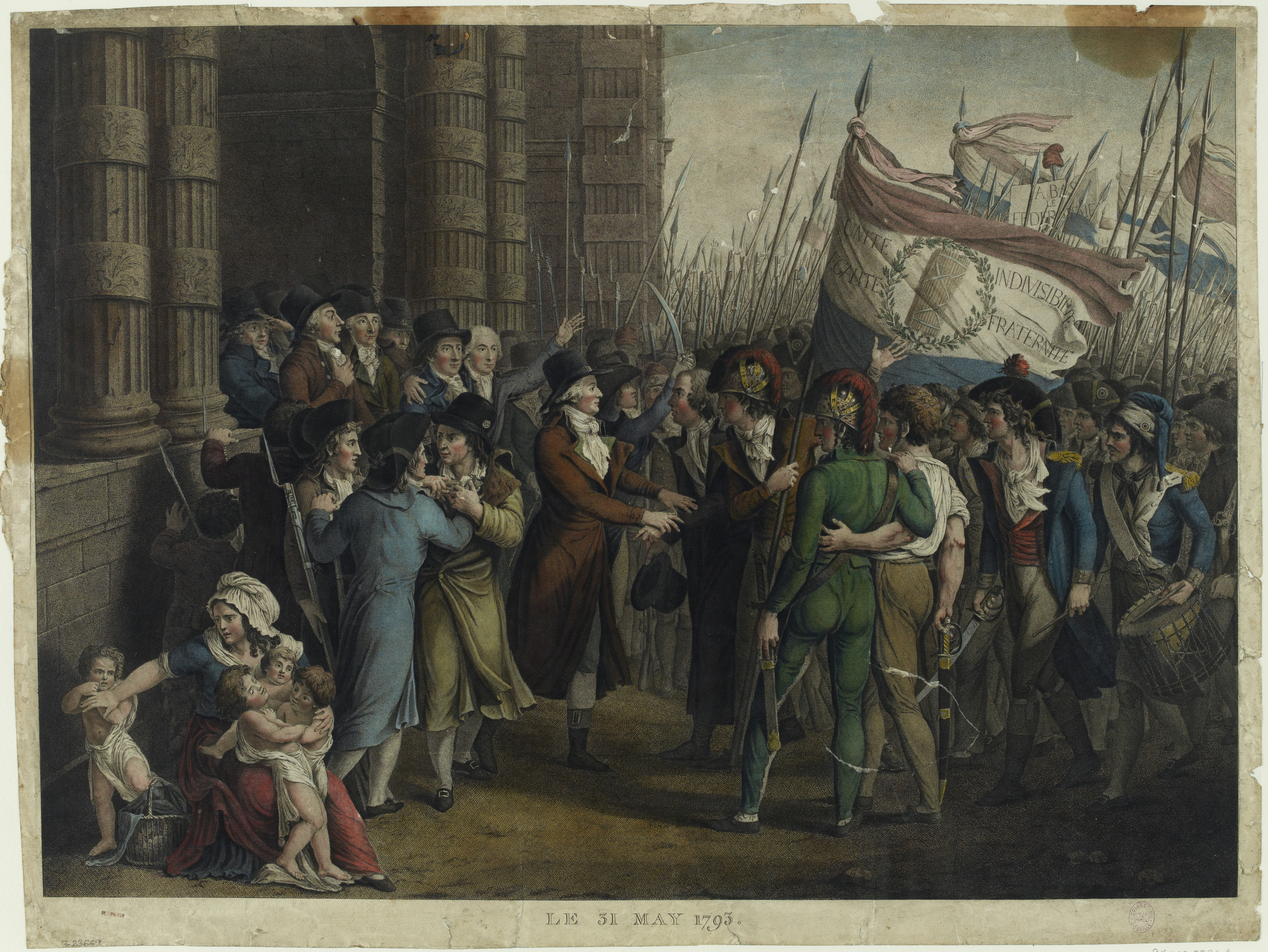
Brissot en de girondijnen tegenover de belagers van de Conventie op 31 mei 1793 (prent uit ca. 1800)

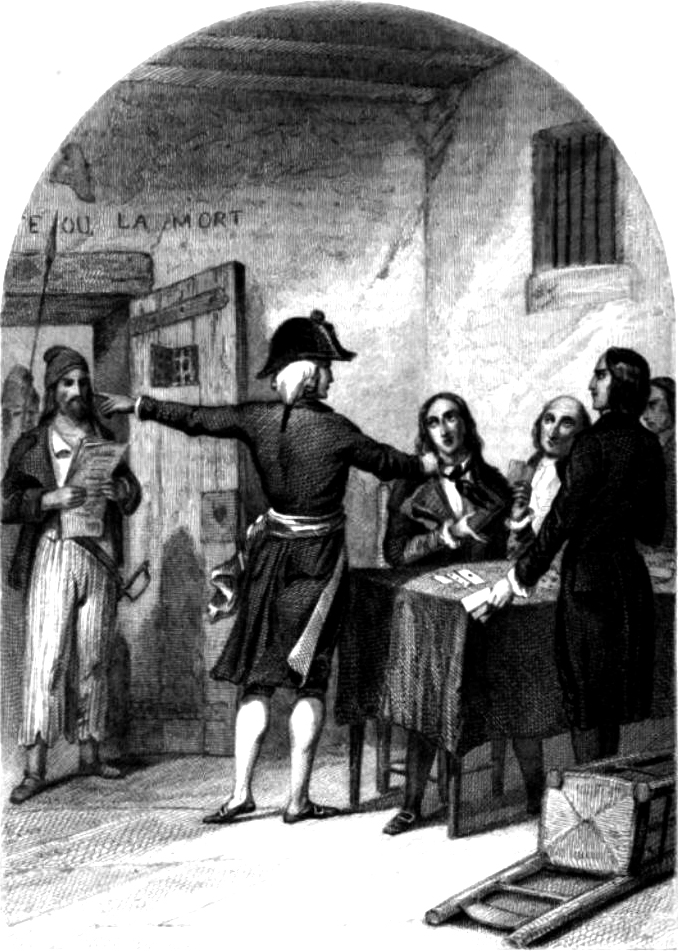
De girondijnen in de gevangenis

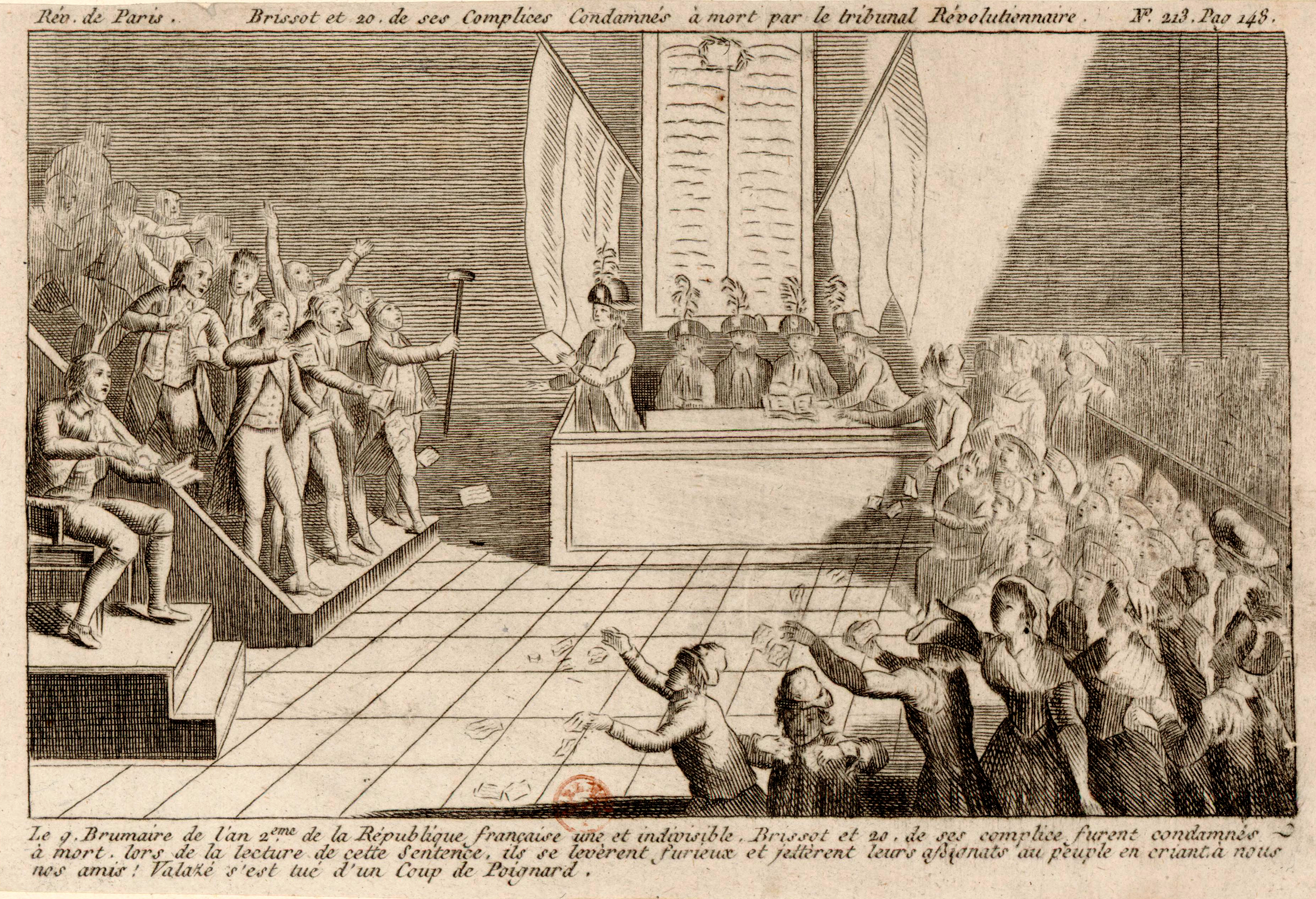
Brissot en twintig medeplichtigen ter dood veroordeeld door het Revolutionair tribunaal (prent uit 1793)

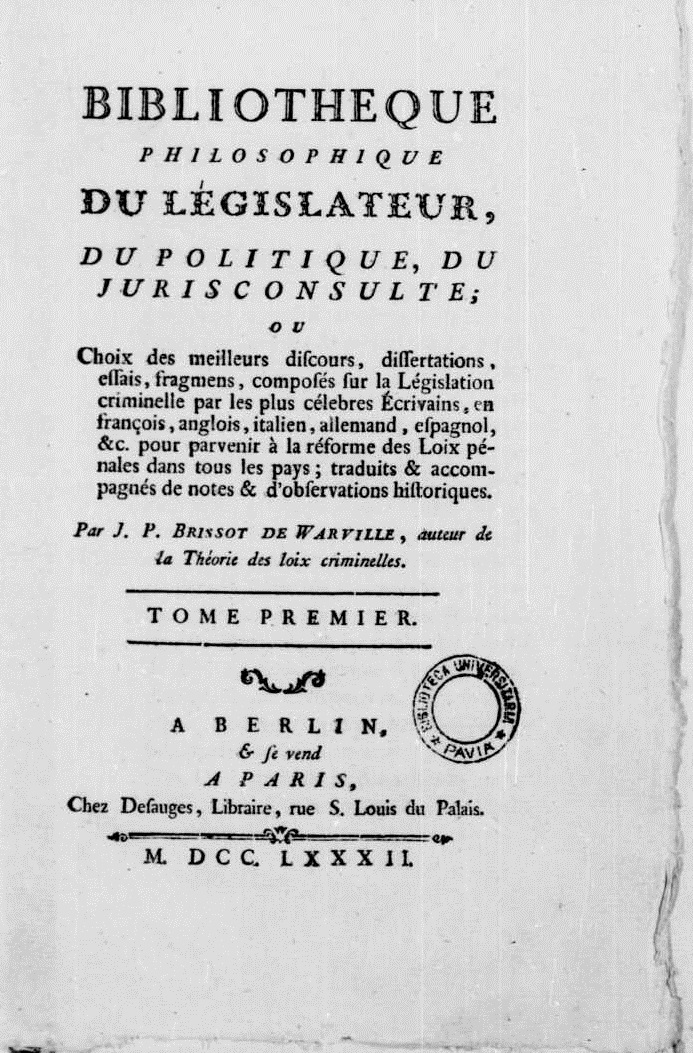
Bibliothèque philosophique du Législateur, du Politique, du Jurisconsulte, 1782

Jacques Pierre Brissot (Chartres, 15 januari 1754 - Parijs, 31 oktober 1793), ook bekend als Brissot de Warville was een invloedrijk journalist en politicus en leidend figuur van de girondijnen tijdens de Franse Revolutie. De girondijnen waren voor het exporteren van de revolutie en tegen een concentratie van de macht in Parijs.  Hij werkte mee aan de Mercure de France en de Courier de l'Europe, dat met de opstandelingen in de Amerikaanse koloniën sympathiseerde. Tussen 1789 en 1793 gaf Brissot de Patriote français uit. Hij was bevriend met Jean-Paul Marat, maar in 1793 waren ze de grootste vijanden.

## Biografie
Brissot werd geboren te Chartres waar zijn vader traiteur of pasteibakker was. Brissot was het dertiende kind van zeventien en hij werd ondergebracht bij een pleeggezin in Ouarville, een dorpje waaraan hij later zijn pseudoniem ontleende. Na zijn middelbare school ging hij werken bij een advocaat. Op zijn achttiende trok hij naar Parijs. Hij vond opnieuw een baan bij een advocaat, waar hij Robespierre leerde kennen. Een rechtenstudie kon hem nauwelijks bekoren, Brissot had meer belangstelling voor linguïstiek en besloot journalist te worden.
Zijn eerste werk Recherches philosophiques sur le droit de propriété et sur le vol ... (1780) had als thema eigendom en diefstal; Théorie des lois criminelles (1781) handelde over rechtsfilosofie. Hij stuurde een samenvatting aan Voltaire, die hem prees en aan D'Alembert, die zuinig reageerde. Bibliothèque philosophique du législateur (1782-1785) dat voor het eerst verscheen in Neuchatel, is sterk beïnvloed door de ethiek van Jean-Jacques Rousseau. Dit monumentale werk is de basis van het rechtshumanisme in Frankrijk en maakte een expliciete verbinding tussen de afschaffing van marteling en de creatie van een menswaardig rechtssysteem gebaseerd op mensenrechten. Émile, ou De l'éducation bleek als een soort evangelie voor hem te fungeren. In 1782 logeerde hij een maand bij Pierre-Alexandre DuPeyrou, die in Suriname geboren was en Rousseau goed had gekend en bezig was zijn complete werk uit te geven. In 1784 las hij een in die dagen populair verslag over de Nieuwe Wereld Letters of an American Farmer door Jean de Crèvecoeur.
Brissot trok met zijn vrouw, Félicité du Pont, een voormalige gouvernante van de hertog van Orléans, en nu zijn vertaalster, samen met haar zus en Jean-Paul Marat naar Londen. Hij startte met de Journal du Lycée de Londres dat de spreekbuis van hun standpunten moest worden. In zijn ijver voor de zaak van de 'mensheid' stelde hij voor alle intellectuelen van de wereld te verenigen. Het plan mislukte en Brissot raakte in schulden. Bij zijn terugkomst in Parijs werd Brissot vier maanden in de Bastille opgesloten, omdat hij verdacht werd de auteur te zijn van een beledigend pornografisch werk tegen koningin Marie-Antoinette, de Passe-temps de Toinette. De aanklacht luidde 'publiceren van een letterkundig werk tegen de regering'.
Het pamflet tegen Marie Antoinette bleek niet van zijn hand te zijn, maar na zijn vrijlating zag hij zich genoodzaakt een tweede maal naar Londen uit te wijken, vanwege een Lettre de cachet. Lodewijk Filips II van Orléans stelde hem aan als zijn secretaris en Brissot lanceerde een plan om de emigratie naar de Verenigde Staten te promoten. Eind augustus/september 1787 maakte hij een rondreis door de Nederlanden met Charles-Louis, Markies Ducrest, de Geneefse bankier Étienne Clavière om de weerstand tegen het huis Oranje en Habsburg te bestuderen. Brissot voelde een sterke aandrang om aanwezig te zijn. Zij trokken via Mons, Brussel, Breda naar Utrecht, het "democratisch eldorado", en zagen een brutale Rijngraaf van Salm met een groep buitenlandse officieren, die zich over de Hollanders vermaakten. Het onbegrijpelijke gevoel van veiligheid van de opstandelingen gaf hen een idee over de afloop. De opstandelingen wilden niet geloven dat men in Frankrijk de draak met hen stak en zich niet bezighield met hun debatten. In Rotterdam troffen zij hetzelfde ongeloof aan over de onbekommerdheid van Frankrijk. Wel ontmoetten zij daar Abbé Sièyes en zijn bisschop Lubersac. De missie die zij zich hadden voorgesteld, een lening te verstrekken, bleek geen succes. De Hollanders wantrouwden de financiële staat van Frankrijk.  Volgens Rosendaal, die het bezoek in juli plaatst, bespraken de patriotten de mogelijkheid van een Franse lening, maar dat de Franse regering niet te hulp zou schieten, ontmoette toen nog veel ongeloof. Op 29 september was het gezelschap terug.
In november 1787 bracht hij een bezoek van vier maanden aan Engeland. In Londen was hij betrokken bij de abolitionisten en bij zijn terugkeer was hij een van de leden van de Societé des amis des Noirs, die afschaffing van de slavernij voorstond. Vervolgens reisde hij in juni naar de Verenigde Staten van Amerika, samen met zijn vriend Clavière. Op nog onbekende wijze was de Amsterdamse bankier Theophile Cazenove hierbij betrokken. Zij brachten een bezoek aan Mount Vernon, Benjamin Franklin en Thomas Jefferson. Bij terugkomst in januari 1789 publiceerde hij Nouveau Voyage dans les États-Unis de l'Amérique septentrionale (3 vols.), waarvan al spoedig een vertaling in het Engels en het Nederlands verscheen. Brissot was in 1790 en 1791 voorzitter van de Societé des amis des Noirs. In 1791 was er een opstand van slaven op Hispaniola, Brissot stond perplex; de revolutionairen wisten niet precies hoe ze dat moesten aanpakken. De situatie bleek al gewijzigd toen de orders aankwamen.

## De Franse Revolutie
Na de bestorming van de Bastille werden de sleutels aan Brissot gepresenteerd. Brissot was inmiddels lid van de gemeenteraad. Hij toostte op o.a. Johan van Oldenbarneveldt. De volgende dag ontstond er al ruzie over de vraag of de koning schuldig was of niet.
In het najaar van 1789 publiceerde Brissot een boekbespreking, waarin de misdaden van de Franse koningen (van Clovis I tot Lodewijk XVI) werden beschreven. In oktober 1790 pleitte hij voor een patriottische haardracht: kort en onbepoederd.
Beroemd geworden door zijn redevoeringen voor de jakobijnen werd hij verkozen tot de Wetgevende Vergadering en de Nationale Conventie. Op 20 oktober 1791 hield hij zijn eerste rede in de Assemblée Nationale over de inbeslagname van alle goederen van "émigrés", die het land waren uitgevlucht. Brissot was degene die Madame Roland introduceerde in revolutionaire kringen toen ze in 1791 met haar man de econoom Jean-Marie Roland de la Platière uit Lyon in Parijs aankwam. Beiden werden prominente persoonlijkheden binnen de politieke factie van de 'brissotijnen' (Girondijnen).
Brissot verklaarde op 29 december 1791 dat een oorlog een weldaad voor de natie zou zijn. Hij was een voorstander van oorlog tegen de Oostenrijkse keizer in april 1792. Robespierre verzette zich tegen de oorlogspolitiek, in een heftige strijd die tot een definitieve scheuring in de revolutionaire gelederen leidde. Op 23 mei veroordeelde Brissot het Oostenrijks comité, dat onder leiding van de koningin de overwinning van de vijand en de contrarevolutie voorbereidde. Op 28 juni 1792 hield Brissot een toespraak omdat Karel Willem Ferdinand, de hertog van Brunswijk, het land was binnengevallen en riep op tot eenheid. Brissot zag zijn vaderland bedreigd door Oostenrijkse, Russische en Zweedse legers. Vijftienduizend Parijzenaars namen vrijwillig dienst. Op 26 juli sprak hij zich uit tegen de vermindering van de macht van de koning en tegen algemeen kiesrecht. Op 2 september 1792 kwam het bericht dat Verdun werd belegerd. Danton kwam tot een akkoord met Brissot hetgeen leidde tot een reeks belangrijke besluiten.
Op 21 september werd de monarchie afgeschaft. Brissot schijnt te hebben gepleit voor de aanstelling van de hertog van York of de hertog van Brunswijk. In oktober 1792 schreef Brissot een "Oproep aan alle republikeinen in Frankrijk, betreffende de jacobijnse club in Parijs". In november verloren de girondijnen de voorzitterszetel. Daarop deden zij een beroep op de lokale autoriteiten om zich te verzetten tegen een concentratie en centralisatie van de macht.
In november werd de propagandaoorlog uitgeroepen, een uitdaging voor monarchistisch Europa. De bevolkingen van Nice, Savoye en het Rijnland vroegen bij Frankrijk ingelijfd te worden. De Conventie aarzelde. Op 19 november verklaarde Brissot dat Frankrijk ieder land zou steunen om zijn vrijheid te herwinnen Twee dagen later verklaarde hij: Wij kunnen pas gerust zijn als heel Europa in vuur en vlam staat. De Piëmont moest vrij worden. Frankrijks grenzen lagen volgens Georges Danton bij de Rijn, de Alpen en de Pyreneeën. De girondijnen rekenden op exploitatie van de veroverde gebieden om een economische crisis te lijf te gaan. In januari 1793 bracht hij een rapport uit waarin hij verkondigde dat de Engelsen er financieel slecht voor stonden. Brissot sprak zich uit tegen de doodstraf en de koning verkondigde dat Brissot hem toen gered heeft. Marat wilde Brissot laten arresteren, maar Danton, de voormalige minister van Justitie, stond dat niet toe. Op 1 februari 1793 verscheen namens het Comité de Défense Générale, waarvan Brissot voorzitter was, een oorlogsverklaring aan George III van Engeland en stadhouder Willem V. Hij steunde de oprichting van het Bataafs Legioen door Daendels, maar gaf de voorkeur aan een andere naam, vanwege de Franse grondwet van 1793, waarin volkssoevereiniteit boven nationale soevereiniteit werd gesteld. Deze grondwet is nooit goedgekeurd en daarom gaf Brissot waarschijnlijk zijn eis op.
Frankrijk was inmiddels in oorlog met geheel Europa, uitgezonderd Zwitserland en de Scandinavische landen. In april 1793 werd het Comité van algemene verdediging opgeheven en vervangen door het Comité de Salut Public. Op 3 april 1793 zette Robespierre de aanval op Brissot in omdat hij hem ervan verdacht medeplichtig te zijn aan het overlopen van Dumouriez naar de Oostenrijkers. Brissot werd er door Marat van beschuldigd een politiespion te zijn geweest en een poging te hebben gedaan een paspoort te krijgen om naar Zwitserland te reizen. Zijn hele leven zou uit leugens bestaan. Op 10 april beschuldigde Robespierre de girondijnen van een samenzwering met Philippe Égalité om de monarchie te herstellen. Brissot probeerde de jacobijnen het zwijgen op te leggen door de club te laten sluiten, en door de Parijse gemeenteraad te ontbinden, maar zijn fractie, de brissotins of girondijnen, werd twee dagen later van de macht verdreven door de Opstand van 2 juni. De Conventie was omsingeld door 80.000 man sansculotten bijgestaan door de Nationale Garde. Ongeveer 30 girondijnen werden de uit de Conventie gezet. Voortaan was het Robespierre die met twee assistenten, Saint-Just en Georges Couthon, de toon aangaf. Tientallen girondijnen vluchtten naar Caen om het verzet tegen de Conventie te organiseren. In september nam het schrikbewind een aanvang: 9.000 personen belandden in de gevangenis, ruim een kwart werd onthoofd.

## Berechting en executie
Brissot en 21 medestanders werden op 30 oktober 1793 ter dood veroordeeld door het Revolutionair tribunaal. Op hun proces verdedigden zij zich met zoveel verve, dat een van de rechters zich beklaagde zoveel tijd te moeten besteden aan personen die al veroordeeld waren door het volk. De dag na de uitspraak werden ze gezamenlijk geëxecuteerd.
In de laatste nacht der girondijnen schreef Brissot een aantal afscheidsbrieven aan diverse familieleden. 's Avonds kregen de 22 mannen, met een gemiddelde leeftijd van veertig jaar, een uitstekend souper aangeboden met kostbare wijnen en exquise gerechten. Tegen de ochtend schreef Brissot de laatste brief aan zijn vrouw en sprak hij zijn medegevangenen toe. Brissot vond dat de Republiek van deugdzame en welsprekende mannen werd beroofd. Op vijf karren werden ze vervoerd naar de Place de la Révolution. Onderweg zongen ze de Marseillaise. Alphonse de Lamartine vermeldt in zijn Histoire des Girondins dat overal vlaggen uithingen en dat het gevaarlijk was minder revolutionair te zijn dan je buurman.

## Gedigitaliseerde versie van Brissot's werken
1. ↑  Théorie des loix criminelles op Google Books. Nouvelle édition 1836: Théorie des loix criminelles. Préc. d'une lettre sur l'ouvrage par Dupaty, et suivie du Sang innocent vengé, ou Discours sur les réparations dues aux accusés innocents. Tome prmier; Tome second op Google Books
2. ↑  Un défenseur du peuple à l'empereur Joseph II. sur son règlement concernant l'émigration, ses diverses réformes, &c. op Google Books
3. ↑  Oeuvres posthumes de m. Turgot, ou Mémoire de m. Turgot, sur les administrations provinciales, mis en parallele avec celui de m. Necker, suivi d'une lettre sur ce plan et des observations d'un républicain op Google Books
4. ↑  Essai historique sur la vie de Marie-Antoinette d'Autriche, Reine de France, pour servir à l'histoire de cette princesse op Google Books
5. ↑  Nouveau voyage dans les États-Unis de L'Amérique Septentrionale, fait en 1788. Tome premier op Google Books
6. ↑  Nouveau voyage dans les États-Unis de L'Amérique Septentrionale, fait en 1788. Tome second op Google Books
7. ↑  Nouveau voyage dans les États-Unis de L'Amérique Septentrionale, fait en 1788. Nouvelle édition op Google Books
8. ↑  Nieuwe reize in de Vereenigde Staaten van Noord-Amerika op Google Books
9. ↑  Discours sur la question de savoir si le roi peut être jugé op Google Books
10. ↑  Discours prononcé à l'assemblée des Amis de la Constitution, le 10 juillet 1791, ou tableau frappant de la situation actuelle des Puissances de l'Europe op Google Books
11. ↑  Rapport sur les hostilités du Roi d'Angleterre, et du Stathouder des Provinces-Unies, et sur la nécessité de déclarer que la République Française est en guerre avec eux; op Google Books